# Fosfato di sodio
Il fosfato di sodio è un sale di sodio dell'acido fosforico.
A temperatura ambiente si presenta come un solido cristallino incolore o bianco inodore. È un composto irritante.
In passato serviva per abbattere la durezza dell'acqua per alimentare i generatori di vapore ("metodo al fosfato") : in particolare veniva usato come additivo dell'acqua grezza caricata sui tender delle locomotive a vapore.